# Daikannon (Sendai)
Die Statue Daikannon (仙台 大 観 音) im Norden von Sendai (Japan) war bei ihrer Fertigstellung am 1. September 1991 nach der damaligen Mutter-Heimat-Statue von Kiew die zweithöchste Statue der Welt. Doch dieser japanische Rekord hielt nur bis 1993, als die Statue Ushiku Daibutsu fertiggestellt wurde. Im Jahr 2021 zählt sie mit einer Höhe von 100 m (inklusive Sockel von 8 m) immer noch zu den höchsten Statuen in der Welt.

## Beschreibung
Die Statue stellt den Bodhisattva Kannon aus dem Shingon-Buddhismus dar. Die weiße Frauenfigur hält in der rechten Hand eine Kugel mit einem Durchmesser von 3 m, die den Nyoihōju (如意 宝珠), einen Edelstein, darstellen soll, der seinem Besitzer Wünsche erfüllt. In der linken Hand hält die Figur eine Flasche (Länge 8 m und Durchmesser 2 m), die das Wasser der Weisheit enthalten soll.
Der Besucher erreicht den Eingang der Daikannon-Statue über eine der beiden seitlichen Treppen am Fuß der Statue. Der Eingang ist in Form eines geöffneten Drachenmauls gestaltet. Im Erdgeschoss befinden sich entlang der Außenwand 33 Skulpturen, welche die 33 Formen des Kannon darstellen. An der Innenwand stehen dämonische Kreaturen in Rüstungen, die jeweils einen Monat aus der chinesischen Astrologie repräsentieren.
Im Inneren der Statue befindet sich ein Fahrstuhl, mit dem der Besucher die zwölfte Ebene auf einer Höhe von 68 m (Schulterbereich der Statue) erreichen kann. Durch mehrere Fenster gibt es einen Ausblick in verschiedene Richtungen, über den nahegelegenen Golfplatz und die Stadt Sendai, sowie an klaren Tagen bis hin zum Pazifik. An den beiden Schultern der Statue befindet sich jeweils eine Befeuerung für die Luftfahrt.
Auf den Ebenen drei bis elf der Statue befinden sich insgesamt 108 Buddha-Statuen. Jede Statue steht für ein irdisches Verlangen, das Menschen haben.
Zum Gedenken an das 100-jährige Jubiläum der Stadtwerdung von Sendai ist die Gesamtlänge der Kannon-Statue auf 100 m festgelegt. Der Keller wurde im 21. Jahrhundert auf 21 m gesetzt, in der Hoffnung auf Wohlstand.